# National Soccer League (Sud-àfrica)
La National Soccer League (NSL) fou una lliga de futbol de Sud-àfrica que es disputà entre els anys 1985 i 1995. Aquest darrer fou reorganitzada en la Premier Soccer League. Fou una lliga sense segregació racial.

## Historial
Font:
- 1985: Bush Bucks
- 1986: Rangers FC Johannesburg
- 1987: Jomo Cosmos
- 1988: Mamelodi Sundowns
- 1989: Kaizer Chiefs
- 1990: Mamelodi Sundowns
- 1991: Kaizer Chiefs
- 1992: Kaizer Chiefs
- 1993: Mamelodi Sundowns
- 1994: Orlando Pirates
- 1995: Cape Town Spurs

Coca Cola Challenge
- 1996: Kaizer Chiefs [campionat de transició disputat a una ronda única]